# Meteorus terebratus
Meteorus terebratus är en stekelart som beskrevs av Muesebeck 1923. Meteorus terebratus ingår i släktet Meteorus och familjen bracksteklar. Inga underarter finns listade i Catalogue of Life.